# Ria Visser
Adriana Johanna Visser, detta Ria (Oud-Beijerland, 20 luglio 1961), è un'ex pattinatrice di velocità su ghiaccio olandese.

## Palmarès

### Olimpiadi
- 1 medaglia:
  - 1 argento (Lake Placid 1980 nei 1500 metri)